# Josep Aragó
Josep Honorat Aragó, en francès Joseph Honoré Arago, en castellà José Arago (Estagell, Rosselló, 2 de juny de 1796 - Tacubaya, Mèxic, 19 de setembre de 1860) fou un militar nord-català al servei de França i després de Mèxic.

## Biografia
Era el novè fill de Maria i Francesc Bonaventura Aragó, va servir a la Grande Armée fins que es va llicenciar en 1815. Va reprendre el servei en 1818, De 1823 a 1825 va participar en la campanya dels Cent Mil Fills de Sant Lluís i assolí el grau de tinent.
En octubre de 1827 va marxar cap a Mèxic on es va unir al seu germà Joan Aragó, coronel de l'exèrcit mexicà. Per recomanació d'aquest, es va integrar des de 1828 amb el rang de tinent. Dos anys després es va llicenciar per problemes de salut, va ser ascendit a capità de cavalleria en 1832 i fou destinat a Veracruz sota les ordres del general Antonio López de Santa Anna. En 1836 es va casar, i en 1840 es va convertir en assistent del president de Mèxic, Anastasio Bustamante, qui el nomenà cap d'esquadró. Els nombrosos canvis al capdavant de Mèxic no afectaren la seva carrera, sinó que es van interrompre diverses vegades per vacances que hagué de prendre per guarir la seva fràgil salut. Va acabar en el rang de coronel. Patia de diabetis i es va quedar cec, igual que molts altres membres de la seva família (com els seus germans Francesc i Jaume Aragó). En 1852, ja malalt, va obtenir el comandament del fort de Perote, vora de Veracruz. Amb l'arribada al poder de Benito Juárez i l'inici de la Guerra de Reforma en 1858, seguí un període de confusió. Josep Aragó fou acusat erròniament d'haver volgut retornar el fort als seguidors de Félix María Zuloaga. Condemnat a mort, el posaren davant un escamot d'execució, però es va aclarir la seva innocència i va recuperar el seu càrrec. Va morir en 1860 a Tacubaya.